# Martin Koch
Martin Koch (4 de setembro de 1887, data de morte desconhecida) foi um ciclista de estrada alemão.
Koch competiu representando o seu país em duas provas de ciclismo nos Jogos Olímpicos de 1912, realizados em Estocolmo, na Suécia.